# 格蘭特將軍之樹

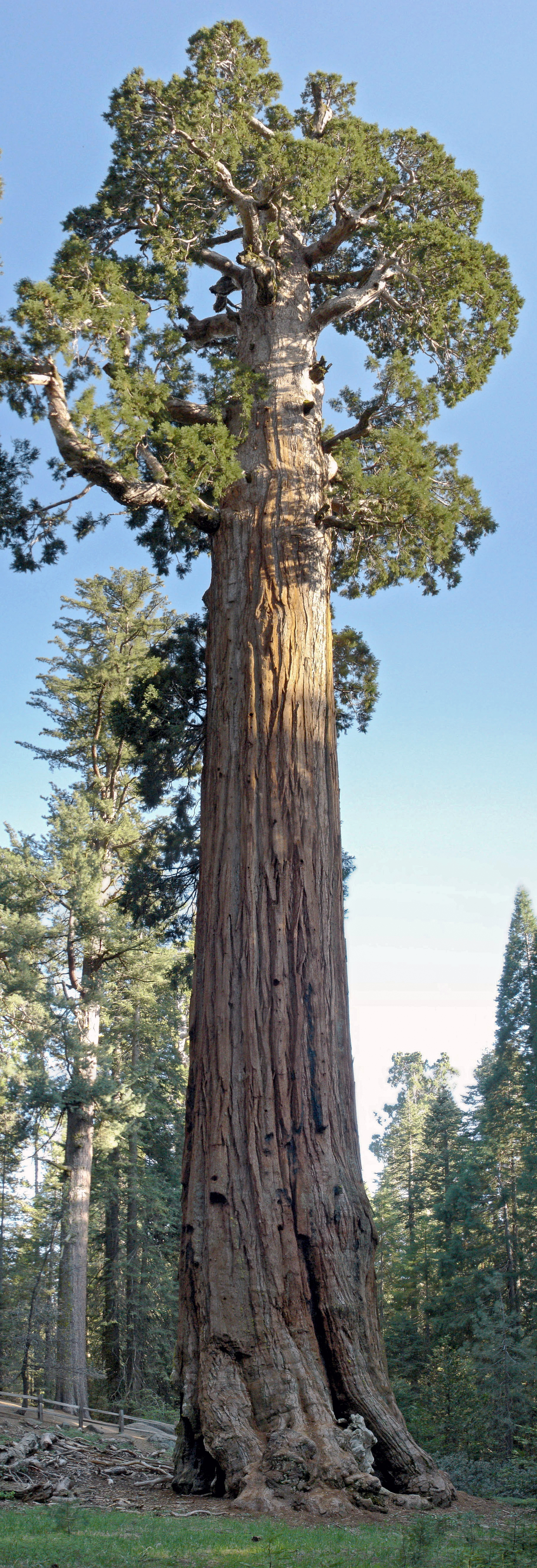
格蘭特將軍之樹位於金斯峽谷國家公園。

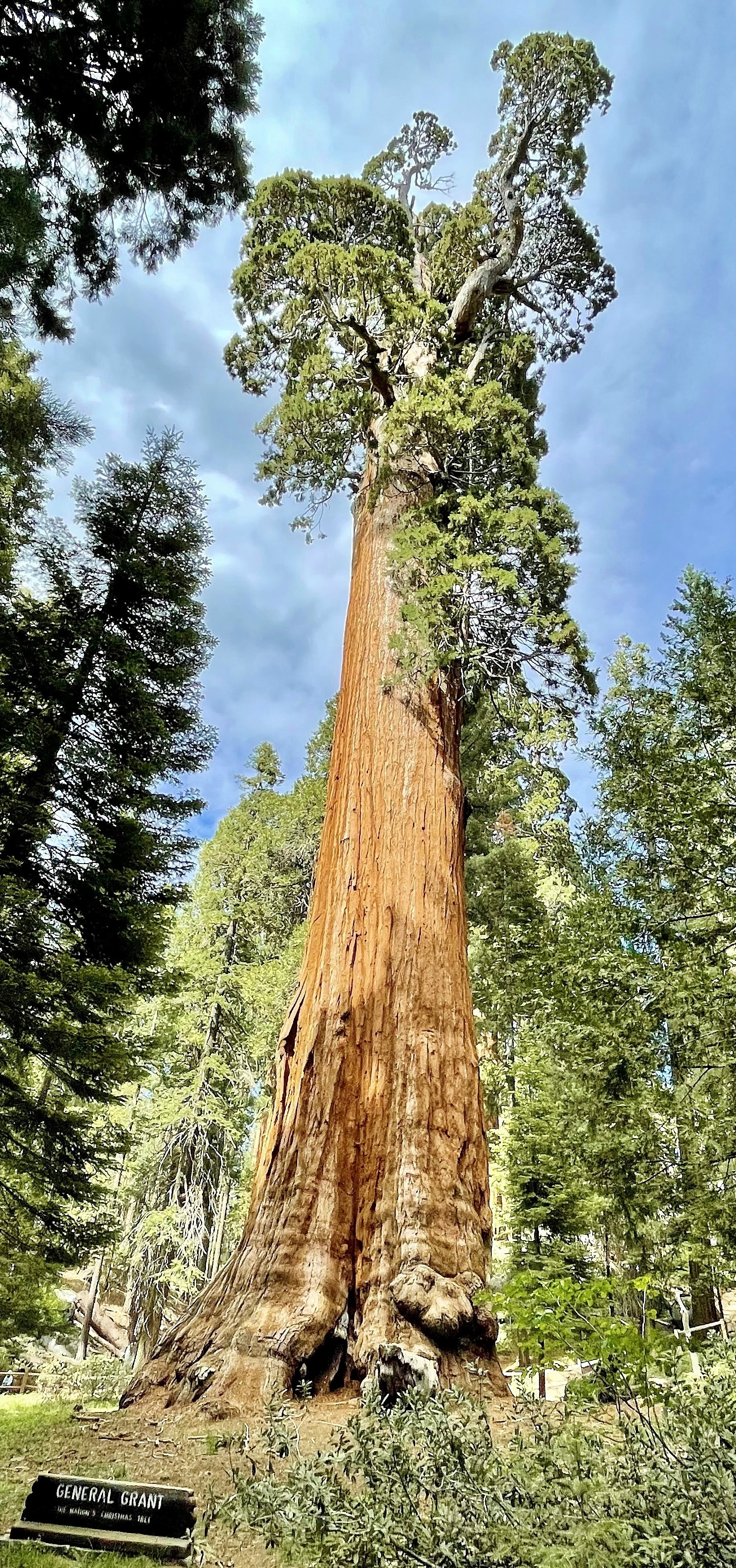
格蘭特將軍之樹（2022年6月）

格蘭特將軍之樹（英語：General Grant tree），在加州的金斯峽谷國家公園內，格蘭特將軍樹林部分擁有世界第二大的巨型紅杉（Sequoiadendron giganteum），僅次於薛曼將軍樹。 儘管過去曾認為格蘭特將軍樹的歷史已有2,000多年，但最新的估算顯示其歷史約為1,650年。這棵樹在現存的巨大紅杉中排名第三，地面週長達107.6英尺（32.8公尺）。

## 歷史
1867年，這棵樹以聯邦陸軍將軍、美國第18任總統（1869-1877年）尤利西斯·格蘭特的名字命名。卡爾文·柯立芝總統於1926年4月28日宣布其為「國家聖誕樹」。格蘭特將軍樹一度被視為世界上最大的樹，主要歸功於其巨大的底座，直到1931年的精確測量揭示謝爾曼將軍號稍大。1956年3月29日，德懷特·艾森豪威爾總統宣布此樹為“國家神社”，以紀念在戰爭中陣亡的人們，成為唯一獲此榮譽的生物。
然而，2003年9月，華盛頓樹在一場由雷擊引起的火災中失去了樹冠和中空的上半部樹幹，這使格蘭特將軍在巨型紅杉的大小排名中上升了一位。

## 外部連結
- Virtual Grant Tree Walk
- . （原始内容存档于2010-12-24）.
- The largest giant sequoias by trunk volume （页面存档备份，存于）

36°44′56″N 118°58′15″W / 36.7488°N 118.9709°W